# Halocoryne frasca
Halocoryne frasca is een hydroïdpoliep uit de familie Zancleidae. De poliep komt uit het geslacht Halocoryne. Halocoryne frasca werd in 2000 voor het eerst wetenschappelijk beschreven door Boero, Bouillon & Gravili. 